# EXOSC8
EXOSC8 (англ. Exosome component 8) – білок, який кодується однойменним геном, розташованим у людей на короткому плечі 13-ї хромосоми. Довжина поліпептидного ланцюга білка становить 276 амінокислот, а молекулярна маса — 30 040.
| 10         |  | 20         |  | 30         |  | 40         |  | 50         |
| ---------- |  | ---------- |  | ---------- |  | ---------- |  | ---------- |
| MAAGFKTVEP |  | LEYYRRFLKE |  | NCRPDGRELG |  | EFRTTTVNIG |  | SISTADGSAL |
| VKLGNTTVIC |  | GVKAEFAAPS |  | TDAPDKGYVV |  | PNVDLPPLCS |  | SRFRSGPPGE |
| EAQVASQFIA |  | DVIENSQIIQ |  | KEDLCISPGK |  | LVWVLYCDLI |  | CLDYDGNILD |
| ACTFALLAAL |  | KNVQLPEVTI |  | NEETALAEVN |  | LKKKSYLNIR |  | THPVATSFAV |
| FDDTLLIVDP |  | TGEEEHLATG |  | TLTIVMDEEG |  | KLCCLHKPGG |  | SGLTGAKLQD |
| CMSRAVTRHK |  | EVKKLMDEVI |  | KSMKPK     |  |            |  |            |

A: Аланін

C: Цистеїн

D: Аспарагінова кислота

E: Глутамінова кислота

F: Фенілаланін

G: Гліцин

H: Гістидин

I: Ізолейцин

K: Лізин

L: Лейцин

M: Метіонін

N: Аспарагін

P: Пролін

Q: Глутамін

R: Аргінін

S: Серин

T: Треонін

V: Валін

W: Триптофан

Задіяний у таких біологічних процесах, як процесмнг рРНК, ацетилювання. 
Білок має сайт для зв'язування з РНК. 
Локалізований у цитоплазмі, ядрі, екзосомі.